# ライブラリー82
ライブラリー82は、長野県長野市岡田にある図書館。財団法人八十二文化財団が運営する公共図書館で、日本図書館協会の『日本の図書館 統計と名簿』に掲載されている長野県で唯一の私立図書館である。

## 概要

### 蔵書
八十二別館ビル2階にて3万4312冊を所蔵。八十二銀行を含む金融機関の資料や、企業の社史、長野県の地誌などを取りそろえる。児童書はなし。蔵書検索はインターネット上にあるライブラリー82のウェブサイトのほか、長野県内公共図書館横断検索サービスに対応している。貸し出しは1人あたり最大5冊で期限は2週間。

### 開館時間
平日の9時30分から17時00分まで開館。土曜日・日曜日・国民の祝日・年末年始・蔵書点検期間は休館となる。

### アクセス
公共交通機関
JR北陸新幹線・信越本線・篠ノ井線・飯山線および長野電鉄長野線・長野駅から徒歩5分。
自家用自動車
八十二別館ビル西隣に駐車場がある。有料のコインパーキングであるが、ライブラリー82の利用者にはビル1階のフロントにて無料駐車券が発行される。

## 歴史
- 1985年（昭和60年） - 財団法人八十二文化財団設立。
- 1988年（昭和63年） - 八十二別館ビル内にてライブラリー82開館。